# Crossorhombus valderostratus
Crossorhombus valderostratus är en fiskart som först beskrevs av Alcock, 1890.  Crossorhombus valderostratus ingår i släktet Crossorhombus och familjen tungevarsfiskar. Inga underarter finns listade i Catalogue of Life.